# Viktor Ullmann
Viktor Ullmann var en österrikisk tonsättare av judisk börd, född i Teschen (nuvarande Tesín vid polsktjeckiska gränsen) 1 januari 1898, mördad 19 oktober[källa behövs] 1944 i Auschwitz.
Den biografiska informationen om Viktor Ullmann är sparsam. Han var son till en österrikisk officer och växte upp i Wien. Han tjänstgjorde i den österrikiska armén under första världskriget. Efter kriget återvände han till musiken och studerade komposition som elev till Arnold Schönberg 1918-1921 samt piano för Eduard Steuermann. Från 1919 var han bosatt i Prag där han var verksam vid Neues Deutsche Theater (idag Statní opera Praha) som repetitör, dirigent och kapellmästare, Det var också vid denna teater som Ullmann skördade sina första framgångar som tonsättare. 1927-28 ledde han ett operahus i böhmiska staden Aussig (idag tjeckiska Ústi), vilket vissa källor beskriver som en stor framgång, medan andra antyder att Ullmanns smak var för exklusiv och avantgardistisk för att passa småstadens publik. Ullmann blev i vilket fall som helst inte långvarig i Aussig/Ústi. 1929 flyttade han igen för att bli kapellmästare och tonsättare vid Schauspielhaus i Zürich.
Ullmann var inspirerad av Rudolf Steiner och dennes antroposofiska lära. Han hoppade av sin musikaliska karriär för att driva en antroposofisk bokhandel i Stuttgart. Vid nazisternas maktövertagande 1933 flydde Ullmann med hustru och sin ettåriga son till Prag, där han återvände till musiken och verkade som kompositör och pianist.
Den 8 september 1942 deporterades Ullmann till koncentrationslägret Theresienstadt, där han var fånge de två sista åren av sitt liv. Majoriteten av de fångar som transporterades till Theresienstadt slussades snabbt vidare till de stora utrotningslägren, som Auschwitz. Men en grupp fångar, varav en hög andel konstnärliga begåvningar, hölls i Theresienstadt under lång tid som ett led i nazisternas propagandakrig. Genom att ge fångarna ett visst mått av medbestämmande och bädda för ett mycket vitalt kulturliv ville nazisterna ge omvärlden intrycket att de tyska koncentrationslägren drevs under humana former. Till denna del av Theresienstadt fördes Ullmann. Han var verksam i musiksektionen, och hans två år i lägret kom att präglas av både produktivitet och konstnärlig höjd. Operan Kejsaren av Atlantis med libretto av Peter Kien från 1943-44 anses i allmänhet vara hans magnum opus. Andra fångar i Theresienstadt vid denna tid var bland andra Peter Kien, Pavel Haas, Hans Krása och Gideon Klein.
Den 16 oktober deporterades Ullmann till Auschwitz tillsammans med de flesta av sina konstnärskolleger. Han dödades kort därpå, den 19 oktober.
Många av Ullmanns Theresienstadtmanuskript har gått förlorade, men en rad verk bevarades genom en medfånge som överlevde Förintelsen. Efter att av allt att döma ha legat okända för världen i flera decennier upptäcktes de av H. G. Adler och sammanställdes av Kerry Woodward. Kejsaren av Atlantis uruppfördes 1975 och har de senaste decennierna vuxit i berömmelse och blivit ett inte ovanligt inslag på världens operascener. Det har också medfört ett större intresse även för Ullmanns tidigare kompositioner. Operan Der Sturz des Antichrist från 1935 uruppfördes till exempel 1995.
Ullmanns livsöde är en märklig berättelse om en man som fortsätter att skapa, och till och med når nya höjder, i galgens skugga. Kanske är ingredienserna i denna berättelse också så starka att myten får ett eget liv och fjärmar sig från verkligheten. Det tycks finnas en vanföreställning om att Ullmann innan deportationen inte lyckats skapa någon musik av värde, att det var först i dödens väntrum som han fann förlösning för sin talang. Mot detta talar till exempel det faktum att han vid två tillfällen under sina år i Prag fick Hertzkapriset i komposition.